# Takeshi Motoyoshi
Takeshi Motoyoshi (Prefettura di Kanagawa, 26 luglio 1967) è un ex calciatore giapponese, di ruolo difensore.